# 南部军区
南部军区（羅馬化：Yuzhnyy voyennyy okrug）是一个俄罗斯军区。
是俄罗斯联邦武装力量的五个军区之一，其管辖范围主要在北高加索地区和南高加索国家。作为2008年军事改革的一部分，中央军区因2010年9月20日签署的第1144号俄罗斯联邦总统令成立，以取代北高加索军区和废除黑海舰队里海区舰队的军事指挥。该区于2010年10月22日开始，在瓦列里·格拉西莫夫上将的领导下正式开始履行作战指挥职能。
南部军区是俄罗斯按地理面积划分第二小的军区。全军区包括15个1俄罗斯联邦主体：阿迪格共和国、阿斯特拉罕州、车臣共和国, 达吉斯坦共和国、印古什共和国、卡巴尔达-巴尔卡尔共和国、卡尔梅克共和国、卡拉恰伊-切尔克斯共和国、克拉斯诺达尔边疆区、北奥塞梯-阿兰共和国、罗斯托夫州、斯塔夫罗波尔边疆区、伏尔加格勒州以及俄羅斯在2014年後分別兩次的合併行為（合併克里米亞、合併俄佔領土）后劃入的顿涅茨克人民共和国、赫尔松州、卢甘斯克人民共和国、扎波罗热州、克里米亞共和国和塞瓦斯托波尔市。
南部军区总部位于顿河畔罗斯托夫，现任军区指挥官是2016年9月20日上任的亚历山大·德沃尔尼科夫上将。
6月24日，據俄羅斯官媒訊息，瓦格納集團已經佔領了羅斯托夫的南部軍區大樓。

## 历史
南部军区于2010年10月22日成立，根据2010年9月20日的№1144总统令《关于俄罗斯联邦军事行政区》，南部军区与另外两个更大的中央军区和东部军区一起建立。根据俄罗斯国防部长阿纳托利·爱德华多维奇·谢尔久科夫的命令，2010年7月22日，临时指挥官为新军区命名。因此，南部军区指挥官是北高加索军区前指挥官亚历山大·加尔金中将，尼古拉·佩雷斯莱金少将担任该军区的参谋长。加尔金后来被任命为地区指挥官后不久被提升为上将。
南部军区还在亚美尼亚设有两个俄罗斯军事基地：久姆里的第102军事基地，以及位于首都埃里温，由亚美尼亚和俄罗斯当局共同控制的军民两用艾瑞布尼机场的第3624空军基地。
2014年4月，克里米亚和塞瓦斯托波尔在乌克兰克里米亚危机爆发后被纳入南部军区的控制。克里米亚（作为克里米亚自治共和国）和塞瓦斯托波尔市的法律地位目前存在争议：乌克兰和大多数国际社会认为它们是乌克兰的一部分，而俄罗斯认为它们是俄罗斯不可分割的一部分，因为克里米亚共和国和塞瓦斯托波尔已按法律程序被批准为俄罗斯联邦的联邦主体。
2016年，该区98％的武装人员是合同军人。
2023年6月24日早上，瓦格纳集团首領叶夫根尼·普里戈任在網上發布影片，稱自己正身處頓河畔羅斯托夫市內的俄羅斯南部軍區總部，又稱該市所有軍事設施已被瓦格納控制。敦促防長谢尔盖·绍伊古及將軍瓦列里·格拉西莫夫前來會面，否則會封鎖羅斯托夫以及向莫斯科進發。

## 军区组织
作为更大规模的重组的一部分，第49军已将总部搬走，似乎是在斯塔夫罗波尔俄罗斯战略火箭军的前通信研究所。第49军（斯塔夫罗波尔/迈科普）控制着第4近卫和第7军事基地（南奥塞梯和阿布哈兹）与第8军（前俄罗斯第2近卫塔曼摩托化步兵师）、第33山地摩托化步兵旅和第34军独立山地摩托化步兵旅（波尔佐伊、车臣、迈科普和斯托罗热瓦亚）以及第66通信旅。
还有三个特种旅（第100、第10和第22），另有驻扎在该地区的俄罗斯空降军：新罗西斯克的第7近卫空降师和卡梅申的第56近卫空中突击旅。俄罗斯空军在该地区部署有第4空中和防空军。海军的黑海舰队和里海区舰队，包括它们各自的空中和海军步兵部队，也在南部军区的控制下。
2017年初，作为南部军区的一部分，开始组建新的第8军，即苏联第8近卫军的继承人。军队的总部位于新切尔卡斯克，它包括第150摩托化步兵师和第20近卫步兵旅。其组建的第一阶段于2017年6月完成。

## 作战单位
- 第175卢尼涅茨-平斯克亚历山大·涅夫斯基双红星旅总部（阿克赛）
- 第176独立通信旅（地方自卫队）（拉斯韦特（英语：Rassvet, Russia））
- 第11独立近卫金吉谢普红旗亚历山大·涅夫斯基勋章工程旅（卡缅斯克-沙赫京斯基）
- 第28独立防核生化旅（卡梅申）
- 第439火箭炮兵旅（兹纳缅斯克（英语：Znamensk））
- 第1270独立电子战中心（科瓦列夫卡）
- 第37独立铁道旅（俄罗斯铁道军）（伏尔加格勒）
- 第39独立铁道旅（克拉斯诺达尔）
- 第333独立铁路浮桥营（伏尔加格勒）
- 武装力量山地训练中心（巴克桑）
- 第54情报单位训练中心（弗拉季高加索）
- 第27铁道军训练中心（伏尔加格勒）
- 第4近卫军事基地（德扎瓦-茨欣瓦尔，南奥塞梯，格鲁吉亚）[14]
- 第7克拉斯诺达尔库图佐夫勋章红旗红星军事基地（古达乌塔，阿布哈茲，格鲁吉亚）（前第131摩托化步兵旅（英语：131st Motor Rifle Brigade））[15]

```
第3近卫诸兵种合成集团军
（前身是
第2近衛盧甘斯克-北頓涅茨克集團軍
（
俄语
：
）
）
```

- 第4近卫摩托化步兵旅，部隊代號：в/ч74347
- 第85摩步旅，部隊代號：в/ч78064
- 第123獨立近卫摩托化步兵旅，部隊代號：в/ч73438，前身是第2近卫摩托化步兵旅
- 第127摩步旅，部隊代號：в/ч08807，前身是第7奇斯佳科夫斯卡亚摩托化步兵旅

```
第51近衛诸兵种合成集团军
（前身是
第1頓涅茨克集團軍
（
俄语
：
）
）
```

- 第1獨立近衛「斯拉维扬斯克」摩托化步兵旅（俄语：1-я отдельная гвардейская мотострелковая бригада）[16]，部隊代號：в/ч00100。
- 第5獨立「頓涅茨克」摩托化步兵旅（俄语：5-я отдельная мотострелковая бригада），部隊代號：в/ч08805，前身是由 俄罗斯东正教军队改組成的第5獨立步兵旅
- 第9獨立近衛「馬里烏波爾-興安」海軍步兵旅，部隊代號：в/ч08819，前身是DPR第9摩托化步兵团
  - 第13独立近衛「索马里」突击营，部隊代號：в/ч08828，前身是 索马里营
- 第15摩托化步兵“国际旅”
- 第110近卫摩托化步兵旅，部隊代號：в/ч08826，前身是第100摩托化步兵旅
- 第114獨立近衛「埃納克耶沃-多瑙河」摩托化步兵旅（俄语：114-я отдельная гвардейская мотострелковая бригада），部隊代號：в/ч08818，前身是由东方旅改組成的第11獨立近衛摩托化步兵團。
- 第132獨立近衛戈爾洛夫卡共和國勳章摩托化步兵旅（俄语：132-я отдельная гвардейская мотострелковая бригада），部隊代號：в/ч08803，前身是由第三戈爾洛夫卡大队改組成的第3摩托化步兵旅[17][18]
  - 第109团
  - 第101团
  - 第1436团（动员）
  - 第1168团（动员）
- 第14近衛「卡利米乌斯」砲兵旅（俄语：14-я гвардейская артиллерийская бригада），部隊代號：в/ч08802，前身是 卡利米乌斯营（昵称“矿工营”）。
- 第87摩步团，原DPR第119步兵团
- 第95摩步团，原DPR第123步兵团 [19]
- 第10獨立近衛坦克团（俄语：10-й отдельный гвардейский танковый батальон），部隊代號：в/ч08810，前身是柴油机坦克营(俄语：Батальон «Дизель»)，2015年组建[20][21]。
- 第80獨立近衛「斯巴达」偵察營（俄语：80-й отдельный гвардейский разведывательный батальон），部隊代號：в/ч08806，前身是 斯巴达营[22]

```
第58近衛合成集团军
（
弗拉季高加索
）
[
23
]
```

- 第8近卫山地摩托化步兵旅（英语：8th Guards Mountain Motor Rifle Brigade）（波尔佐伊（英语：Borzoy））
- 第12火箭旅（莫兹多克）[24]
- 第17摩托化步兵旅（沙里）
- 第18近卫摩托化步兵旅（英语：18th Guards Motor Rifle Brigade）（汉卡拉（英语：Khankala））
- 第19摩托化步兵旅（英语：19th Motor Rifle Brigade）（弗拉季高加索）
- 第136近卫摩托化步兵旅（布伊纳克斯克）
- 第205独立摩托化步兵旅（布琼诺夫斯克）
- 第291炮兵旅（特洛伊茨卡亚）
- 第67防空火箭旅（伏尔加格勒/别克托夫斯卡亚，伏尔加格勒州）[25]
- 第34指挥控制通信系统旅（弗拉季高加索）

备注：第42近卫摩托化师2016年末组建于车臣，由第8近卫、第17和第18近卫摩托化步兵旅组成
```
第8近卫合成集团军
（
英语
：
）
（
新切尔卡斯克
）
```

- 第150摩托化步兵师（英语：150th Rifle Division (Soviet Union)）（新切尔卡斯克）
- 第20近卫摩托化步兵旅（英语：20th Guards Motor Rifle Brigade）（伏尔加格勒）

```
第49军
（
斯塔夫罗波尔
/
迈科普
）
```

- 第33摩托化步兵旅（山地）（新切尔卡斯克）[27]
- 第33摩托化步兵旅（山地）（斯托罗日瓦亚）
- 第66指挥控制通信系统旅（斯塔夫罗波尔）
- 第1近卫火箭旅（克拉斯诺达尔）
- 第439近卫普利科普库图佐夫勋章火箭炮兵旅（兹纳缅斯克（英语：Znamensk））
- 第21防核生化旅（卡梅申）
- 第175指挥控制通信系统旅（阿克赛）
- 第176通信旅（新切尔卡斯克）
- 第154电子战旅OSN（伊佐比利内（英语：Izobilny））
- 后勤旅（斯塔夫罗波尔）

```
第102军事基地
（
英语
：
）
（
久姆里
，
亚美尼亚
）
```

- 第76摩托化旅（久姆里，亚美尼亚）
- 第73摩托化旅（叶里温，亚美尼亚）
- 第988防空团（久姆里，亚美尼亚）

### 空降军
- 第56近卫空中突击旅（英语：56th Guards Air Assault Brigade）（卡梅申）
- 第7近卫空降师（英语：7th Guards Airborne Division）（新切尔卡斯克）

### 特种部队/侦察
- 第100独立侦察旅（实验）（莫兹多克）
- 第10特殊用途旅（克拉斯诺达尔）
- 第22近卫特殊用途旅（英语：22nd Separate Guards Special Purpose Brigade）（顿河畔罗斯托夫）

### 空军
- 第4空中防空军（英语：4th Air and Air Defence Forces Army）

### 海军
- 黑海舰队
  - 第22军[28]
    - 第126独立海岸防卫旅
    - 第1096舰队独立火箭炮兵团（海岸防卫）
    - 第8独立野战炮兵团（海岸防卫）

  - 第810海军步兵旅[29]
  - 第11独立海岸防卫导弹炮兵旅
  - 第382独立海军步兵营
  - 第68舰队独立海军工程团
  - 第133后勤与装备团
  - 第4舰队核生化团
- 里海区舰队
  - 第414独立海军步兵营
  - 第727独立海军步兵营
  - 第46独立海岸防卫导弹炮兵营（地对空）

## 指挥官
- 上将 亚历山大·维克多洛维奇·加尔金（2010年12月10日 - 2016年6月）
- 上将 亚历山大·德沃尔尼科夫（2016年9月20日 - 2023年2月17日）
- 上将 谢尔盖·库佐夫列夫 (2023年2月17日 - 至今)

## 备注
- ^1  克里米亚和塞瓦斯托波尔的联邦主体是有争议的领土，国际公认为乌克兰法理上的一部分，但在俄罗斯联邦的事实管理下。